# Liste des longs métrages estoniens proposés à l'Oscar du meilleur film international
Cet article présente la liste des longs métrages estoniens proposés à l'Oscar du meilleur film international.

## Films proposés par l'Estonie
| Année (cérémonie) | Titre français                                   | Titre original                                   | Réalisateur                          | Résultat       |
| ----------------- | ------------------------------------------------ | ------------------------------------------------ | ------------------------------------ | -------------- |
| 1992 (65e)        | Need vanad armastuskirjad (et)                   | Need vanad armastuskirjad (et)                   | Mati Põldre (et)                     | Non nommé      |
| 2001 (74e)        | Le Cœur de l'ourse                               | Karu süda                                        | Arvo Iho (et)                        | Non nommé      |
| 2004 (77e)        | Sigade revolutsioon (et)                         | Sigade revolutsioon (et)                         | Jaak Kilmi (et), René Reinumägi (et) | Non nommé      |
| 2005 (78e)        | Stiilipidu (et)                                  | Stiilipidu (et)                                  | Peeter Urbla (et)                    | Non nommé      |
| 2007 (80e)        | Klass                                            | Klass                                            | Ilmar Raag                           | Non nommé      |
| 2008 (81e)        | Mina olin siin: Esimene arest (et)               | Mina olin siin: Esimene arest (et)               | René Vilbre (et)                     | Non nommé      |
| 2009 (82e)        | Detsembrikuumus (et)                             | Detsembrikuumus (et)                             | Asko Kase (et)                       | Non nommé      |
| 2010 (83e)        | Püha Tõnu kiusamine (et)                         | Püha Tõnu kiusamine (et)                         | Veiko Õunpuu                         | Non nommé      |
| 2011 (84e)        | Kirjad Inglile (et)                              | Kirjad Inglile (et)                              | Sulev Keedus (et)                    | Non nommé      |
| 2012 (85e)        | Seenelkäik (et)                                  | Seenelkäik (et)                                  | Toomas Hussar (et)                   | Non nommé      |
| 2013 (86e)        | Free Range: Ballaad maailma heakskiitmisest (et) | Free Range: Ballaad maailma heakskiitmisest (et) | Veiko Õunpuu                         | Non nommé      |
| 2014 (87e)        | Mandarines                                       | Mandariinid                                      | Zaza Urushadze                       | Nomination     |
| 2015 (88e)        | Frères ennemis                                   | 1944                                             | Elmo Nüganen                         | Non nommé      |
| 2016 (89e)        | Ema (et)                                         | Ema (et)                                         | Kadri Kõusaar                        | Non nommé      |
| 2017 (90e)        | November                                         | Rehepapp                                         | Rainer Sarnet (et)                   | Non nommé      |
| 2018 (91e)        | Võta või jäta                                    | Võta või jäta                                    | Liina Triškina-Vanhatalo (en)        | Non nommé      |
| 2019 (92e)        | Truth and Justice (et)                           | Tõde ja õigus                                    | Tanel Toom (et)                      | Préselectionné |
| 2020 (93e)        | Viimased (gl)                                    | Viimased (gl)                                    | Veiko Õunpuu                         | Non nommé      |
| 2021 (94e)        | Vee peal (et)                                    | Vee peal (et)                                    | Peeter Simm (et)                     | Non nommé      |
| 2022 (95e)        | Kalev (et)                                       | Kalev (et)                                       | Ove Musting                          | Non nommé      |
| 2023 (96e)        | Sauna Sisterhood (et)                            | Savvusanna sõsarad                               | Anna Hints                           | Non nommé      |